# Борзнянський художньо-меморіальний музей «Садиба народного художника України О. Саєнка»
Борзнянський художньо-меморіальний музей «Садиба народного художника України О. Саєнка» — художньо-меморіальний музей, експозиція якого присвячена життю і творчості українського митця-декоратора, народного художника УРСР Олександра Ферапонтовича Саєнка.
Музей розташований у містечку Борзна, що на Чернігівщині.

## Історія музею
Художньо-меморіальний музей було відкрито в 1996 році.
Музей народного художника України розміщається в будинку, де проживала родина Саєнків. Будинок побудований у 1902 році поміщиком Силачем, в тому ж році куплений батьком художника Ферапонтом Петровичем Саєнком. Тут Олександр Саєнко прожив більшу частину свого життя.
Вагомий внесок у створення музею внесла донька художника — українська художниця декоративного мистецтва, мистецтвознавець Ніна Олександрівна Саєнко, яка залучила чисельні громадські організації і державні установи, видатних діячів науки та культури, комерційні банки.
Сьогодні музей-садиба художника Олександра Саєнка це унікальний центр української культури на Чернігівщині.
2019 року на базі музею відбулися урочистості з нагоди 120-літнього ювілею Олександра Саєнка, учасниками яких стали шанувальники його таланту, гості з Чернігова, Києва, Канева. Відбулося нагородження дітей — переможців Всеукраїнського конкурсу на кращий твір, присвячений творчості родини Саєнків. На завершення урочистостей родина художника подарувала музеєві 15 оригінальних творів самого мистця, його доньки Ніни та онуки Лесі Майданець-Саєнко, понад сто книг, фотографій, творів народного мистецтва з колекції майстра.

## Експозиція

Один з залів музею

Музей-садиба складається з хати Саєнків і флігеля, в якому останні роки свого життя провела відома українська письменниця Ганна Барвінок.
Фонди музею налічують близько 1 тисячі експонатів. В експозиції багато творів художника, документів, книг, родинних фотографій. Це також побутові речі родини Саєнків, особисті речі і одяг художника. Музей прикрашає значна кількість меблів, якими користувалася сім'я Саєнків. Збереглася частина меблів, які придбані родиною митця у Ганни Барвінок, коли вона переїхала з хутора Мотронівка в Кинашівку до Кочубеїв. У музеї збереглася також унікальна колекція ічнянських кахлів, зібрана Олександром Саєнком. деякі з них датовані 1883 роком і мають зображення селянського                                      побуту: «Чоловік рубає дрова», «Жінка несе воду», «Закохані», «Чоловік з люлькою», а також малюнки вершників, музикантів, військових, птахів, квітів.
Серед керамічних виробів, якими користувались місцеві жителі у побуті, — куманці, кухлі, дзбанки, народна скульптура — баранці, півники, дитяча іграшка. Є в музеї вироби з гутного скла — кольорові штофи, кубки, барильця, таці, декоративні посудини-звірі.  Експозицію також прикрашають кролевецькі рушники. Народний одяг представлений чоловічими і жіночими сорочками, корсетками, плахтами, поясами.
Вагому частину експозиції складають твори Олександра Саєнка: монументальні панно, виконані у техніці інкрустації соломкою, живописні полотна і графіка, вишукані килими і гобелени, вибійчані панно і тканини.
Особливу увагу художник приділяв своєму землякові — Семену Палію — уродженцю Борзни (панно з соломки «Семен Палій», «Зустріч Семена Палія після Полтавської  битви»).
Значне місце в творчості Олександра Саєнка займала художня Шевченкіана. В експозиції музею представлено один з його найкращих монументальних творів — панно «На панщині пшеницю жала…», живописний портрет Т. Г. Шевченка, виконаний художником на початку свого творчого шляху, а також картини, які відтворюють події, пов'язані з перебуванням Т. Шевченка на Борзнянщині  у своїх друзів Пантелеймона Куліша, Ганни Барвінок, Василя Білозерського, Віктора Забіли.                                                                                                                                                                                                                                                                                                                                                                                                                                                                                                                                                                                                                                                                                                                                                                                                                                                                                                                                                                                                                                                                                                                                                                                                                                                                                                                                                                                                                                                                                                                                                                                                                                                                                                                                                                                                                                                                                                                                                                                                                                                                                                                                                                                                                                                                                                                                                                                                                                                                                                                                                                                                                                                                                                                                                                                                                                                                                                                                                                                                                                                                                                                                                                                                                                                                                                                                                                                                                                                                                                                                                                                                                                                                                                                                                                                                                                                                                                                                                                                                                                                                                                                                                                                                                                                                                                                                                                                                                                                                                                                                                                                                                                                                                                                                                                                                                                                                                                                                                                                                                                                                                                                                                                                                                                                                                                                                                                                                                                                                                                                                                                                                                                                                                                                                                                                                                                                                                                                                                                                                                                                                                                                                                                                                                                                                                                                                                                                                                                                                                                                                                                                                                                                                                                                                                                                                                                                                                                                                                                                                                                                                                                                                                                                                                                                                                                                                                                                                                                                                                                                                                                                                                                                                                                                                                                                                                                                                                                                                                                                                                                                                                                                                                                                                                                                                                                                                                                                                                                                                                                                                                                                                                                                                                                                                                                                                                                                                                                                                                                                                                                     

«Козак Мамай»

Крім творів самого митця в експозиції твори його учнів і послідовників: декоративне панно «Тече вода з-під явора», «Символи українського життя», «Древо життя» Ніни Саєнко, «Козак Мамай», «Вічність», «Писанковий мотив» Лесі Майданець-Саєнко.
Музей діє сьогодні не лише як музей митця, а і як осередок збереження, примноження та поширення історії, культури та традицій Борзнянщини. Щороку тут проводяться зустрічі з відомими людьми — уродженцями борзнянського краю, які проживають за межами Чернігівської області та України, а також зі славними земляками, родинами, що живуть тут нині і своєю працею та громадською діяльністю роблять сьогодні помітний внесок у розвиток історії і традицій рідного краю.